# 川久保常次郎
川久保 常次郎（かわくぼ つねじろう、1892年〈明治25年〉1月 - 没年不明）は、大正から昭和時代戦前の政治家。官吏。千葉県船橋市長。

## 経歴
鹿児島県出身。波江野平次郎の三男として生まれ、川久保久之の養子となり、1932年（昭和7年）家督を相続する。1916年（大正5年）文官高等試験に合格し、翌年には東京帝国大学法科大学政治学科を卒業する。岐阜県属、愛知県西春日井郡長、愛知県理事官、愛知、兵庫両県勤務、地方事務官徳島、福島、滋賀、京都各府県書記官、各学務部長を歴任した。1934年（昭和9年）和歌山県書記官内務部長に転じ、1935年（昭和10年）4月、千葉県書記官総務部長となったのち退官した。
1937年（昭和12年）4月1日、船橋町が葛飾町、八栄村、法典村、塚田村と合併して船橋市となると同年8月、初代市長に就任した。その後、わずか7カ月で退任した。